# Pita Cúc Phương
Pita Cúc Phương (danh pháp khoa học: Pistacia cucphuongensis) là một loài thực vật thuộc họ Anacardiaceae. Đây là loài đặc hữu của Việt Nam.